# Río Gualcarque
El río Gualcarque es un corto río en el occidente de Honduras y uno de los afluentes del río Otoro, que forma parte de la cuenca del río Ulua. El río nace en un área montañosa de la reserva biológica Opalaca en el noroccidente del departamento de Intibucá. Discurre hacia el noreste por los departamentos de Intibucá y Santa Bárbara, donde desemboca en el río Otoro.

## Proyecto hidroeléctrico
Es un río sagrado para el pueblo lenca, que depende de él para su subsistencia. Desde el año 2006 la empresa Sinohydro, el Banco Mundial y la empresa hondureña Desarrollos Energéticos Sociedad Anónima (DESA) han hecho preparaciones para construir cuatro represas sin consultar a los pueblos que habitan estas localidades, entre ellos, el proyecto Agua Zarca, construcción que empezó en 2012. En 2013 el acceso al río fue bloqueado luego que el pueblo protestara para recuperar sus tierras, quienes a pesar de realizar protestas pacíficas se han enfrentado a la violencia, detenciones y torturas por parte de las autoridades.

## Protección medioambiental
El río ha sido protegido por ambientalistas lencas desde el 2006. En marzo de 2013, durante una protesta pacífica en la oficina de la represa, el ambientalista Tomas García fue asesinado y en marzo de 2016 Berta Cáceres fue asesinada en su casa por un sicario.